# Gian Luigi Rondi
Gian Luigi Rondi Nasalli (Tirano, 10 dicembre 1921 – Roma, 22 settembre 2016) è stato un critico cinematografico italiano.
A lungo decano dei critici italiani, è stato presidente dell'Accademia del Cinema Italiano, l'ente che assegna i Premi David di Donatello.

## Biografia

### Formazione
Nato in Valtellina, a soli 4 anni si trasferisce con la famiglia a Genova, nuova destinazione del padre, promosso capitano dei Carabinieri. Nel capoluogo ligure frequenta il Liceo classico Andrea Doria poi il Cristoforo Colombo fino al quinto ginnasio quando, nel 1935 c'è un nuovo trasferimento del padre, a Roma, per cui completa gli studi presso il Liceo classico statale Giulio Cesare nel 1940.
Si iscrive alla facoltà di Giurisprudenza ed è congedato dal servizio di leva per un problema cardiaco. Quando si laurea nel 1945 ha già al suo attivo una collaborazione con Voce Operaia, organo del Movimento dei Cattolici Comunisti, nel quale svolge attività partigiana.
Nel 1945 dirige la rivista Teatro, e collabora con Silvio D'Amico alla redazione di biografie teatrali e cinematografiche per l'Enciclopedia dello Spettacolo da lui stesso diretta.

### Il giornalismo cinematografico e la Biennale di Venezia
Nel 1946 si iscrive all'Albo dei giornalisti professionisti dopo aver collaborato anche alla cronaca del quotidiano Il Tempo, per il quale l'anno successivo comincia a essere il critico cinematografico, incarico ricoperto per tutta la vita.
Dal 1948 è corrispondente del quotidiano francese Le Figaro, dei periodici francesi Cinémonde e Le Film Français, del periodico belga Cinérevue. Dal 1951 fu collaboratore abituale della Rivista del cinematografo assieme a Mario Verdone, Paolo di Valmarana e Ugo Sciascia. Critico cinematografico de La Fiera Letteraria, tiene corsi di storia ed estetica del cinema all'Università Internazionale Pro Deo (oggi Libera università internazionale degli studi sociali Guido Carli). Si sposa a Parigi con Yvette Spadaccini, i testimoni di nozze sono Silvio D'Amico e Guido Salvini.
Nel 1949 è per la prima volta membro della giuria alla Mostra internazionale d'arte cinematografica di Venezia (X edizione). Nel 1950 comincia la collaborazione per il Giornale Radio che durerà fino al 1995.
Negli anni Cinquanta si concentra la sua attività di sceneggiatore. Collabora con registi come Georg Wilhelm Pabst, Joseph L. Mankiewicz, René Clair, Jean Delannoy e Ladislao Vajda. Contribuisce soprattutto alla realizzazione di alcuni documentari di carattere storico e biografico e ne firma anche alcuni come regista.
Nel 1951 in Francia viene insignito del titolo di Cavaliere della Legion d'Onore e intanto prosegue parallelamente all'attività di critico e di saggista, quella di docente universitario (Storia del cinema italiano all'Università per Stranieri di Perugia e all'Università Cattolica del Sacro Cuore di Milano, storia ed estetica del cinema alla Pontificia Università Gregoriana di Roma).
Nel 1958 Pier Paolo Pasolini gli dedica un breve epigramma fortemente critico ("A P.G.Rondi", pubblicato in La religione del mio tempo).
Con gli anni Sessanta comincia la sua collaborazione anche per la televisione. Cura diversi cicli cinematografici dedicati a grandi registi. La sua fama e autorevolezza sono sempre più internazionali come testimoniano la partecipazione alle giurie dei più grandi festival di tutto il mondo. Dopo Venezia arrivano infatti Berlino (1961), Cannes (1963), Rio de Janeiro (1965), San Sebastian (1968).
Importante l'opera di riforma degli Incontri Internazionali del Cinema di Sorrento, che dal 1966 in poi saranno monografici, dedicati ogni anno a un autore. Rondi li dirige fino al 1990.
Prosegue con successo l'attività sulla carta stampata, in radio, televisione e presso le giurie dei più importanti festival internazionali e intanto, nel 1970, fonda il "Festival delle Nazioni" di Taormina del quale è anche direttore artistico. Nel 1971 fa il suo ingresso alla Biennale di Venezia come Commissario, incarico che lascia dopo due anni in polemica per la mancata riforma dell'ente; nel primo anno come commissario ne viene chiesto il licenziamento per l'inserimento del film I diavoli alla mostra di Venezia. Il ritorno a Venezia avviene nel 1983 e nei quattro anni nei quali è Direttore della Mostra ridà smalto alla manifestazione, rendendosi protagonista anche di discusse scelte, come l'esclusione dalla selezione del film Velluto blu di David Lynch, interpretato da una giovane Isabella Rossellini. In seguito presiede il Festival di Locarno, nel 1988; quindi viene nominato, dalla Presidenza del Consiglio dei ministri, membro del Consiglio direttivo della Biennale di Venezia, con durata quadriennale.

### Il Premio David di Donatello e Il Festival Internazionale del Film di Roma
Dal 1993 al 1997 è Presidente della Biennale di Venezia.
Il 3 marzo 2011 viene nominato commissario straordinario della Siae.
Dal giugno 2008 al febbraio 2012 è Presidente della Fondazione Cinema per Roma, sovraintendendo al Festival Internazionale del Film di Roma diretto da Piera Detassis.
Ha partecipato alla trasmissione televisiva di Raiuno Cinematografo condotta da Gigi Marzullo. È stato presidente dell'Accademia del Cinema Italiano che assegna ogni anno il David di Donatello, il più prestigioso premio cinematografico italiano.

## Vita privata
Aveva un fratello minore, Brunello Rondi (1924-1989), regista e sceneggiatore, noto soprattutto per la sua lunga collaborazione con Federico Fellini.
Omosessuale, fu sposato con Yvette Spadaccini dal 1948 fino al 2012, anno in cui rimase vedovo.

## Opere
- Cinema italiano oggi, testi a cura di Alessandro Blasetti e Gian Luigi Rondi. Roma, C. Bestetti edizioni d'arte, 1950
- La regia di Mario Apollonio, Enzo Ferrieri, Alberto Mantelli, Gian Luigi Rondi. Torino, Edizioni Radio Italiana, 1955
- L'arte del film: storia della regia di Gian Luigi Rondi. Roma, Tipografia Pasini, 1956
- Cinema italiano oggi, 1952-1965. Roma, C. Bestetti edizioni d'arte, 1966
- 7 domande a 49 registi. Torino, Società Editrice Internazionale, 1975
- Il cinema dei maestri: 58 grandi registi e un'attrice si raccontano. Milano, Club degli editori, 1981
- La dolce vita: il film di Federico Fellini a cura di Gianfranco Angelucci; testi di Federico Fellini e Gian Luigi Rondi. Roma, Editalia, 1989
- Vademecum sull'educazione all'immagine a cura di Gian Luigi Rondi con la collaborazione di Mara Bruno ed altri. Agiscuola, 1991
- Al cinema con le stelle Cento fotografie di Chiara Samugheo, testi di Gian Luigi Rondi e Arturo Carlo Quintavalle. Nuoro, Ilisso, 1995
- Un lungo viaggio: cinquant'anni di cinema italiano raccontati da un testimone. Firenze, Le Monnier, 1998
- Prima delle prime: film italiani 1947-1997. Roma, Bulzoni, 1998
- Kurosawa, Bergman e gli altri... Firenze, Le Monnier, 1999
- Tutto il cinema italiano in 100 (e più) lettere - Cinema italiano (vol.1) a cura di Simone Casavecchia, Domenico Monetti, Luca Pallanch. Roma, Centro Sperimentale di Cinematografia - Edizioni Sabinae, 2015
- Tutto il cinema italiano in 100 (e più) lettere - Cinema internazionale (vol. 2) a cura di Simone Casavecchia, Domenico Monetti, Luca Pallanch. Roma, Centro Sperimentale di Cinematografia - Edizioni Sabinae, 2016
- Le mie vite allo specchio: diari 1947-1997. Roma, Edizioni Sabinae, 2016
- Storie di cinema: cinquantotto voci dal set. Torino, Aragno, 2016
- Incontri. Roma, Edizioni Sabinae. Roma, 2016 (postumo)
- Federico Fellini, Edizioni Sabinae. Roma, 2017 (postumo)
- Carlo Verdone, Edizioni Sabinae. Roma, 2018 (postumo)

## Filmografia
- Scoperta di Roma, documentario, 1962, Astra Cinematografica